# Albizia julibrissin
Albizia julibrissin Durazz., 1772, detta in italiano acacia di Costantinopoli o gaggìa arborea, è una pianta della famiglia delle Fabacee, originaria delle regioni dell'Asia comprese tra la Transcaucasia orientale e il Giappone.

## Etimologia
Il genere prende il nome dall'italiano Filippo degli Albizzi, nobile appartenente alla famiglia fiorentina degli Albizzi, che introdusse A. julibrissin in Europa verso la metà del XVIII secolo.
L'epiteto specifico julibrissin è una corruzione della parola persiana gul-i abrisham (گل ابریشم) che significa "fiore di seta" (da gul گل "fiore" + abrisham ابریشم "seta").

## Descrizione

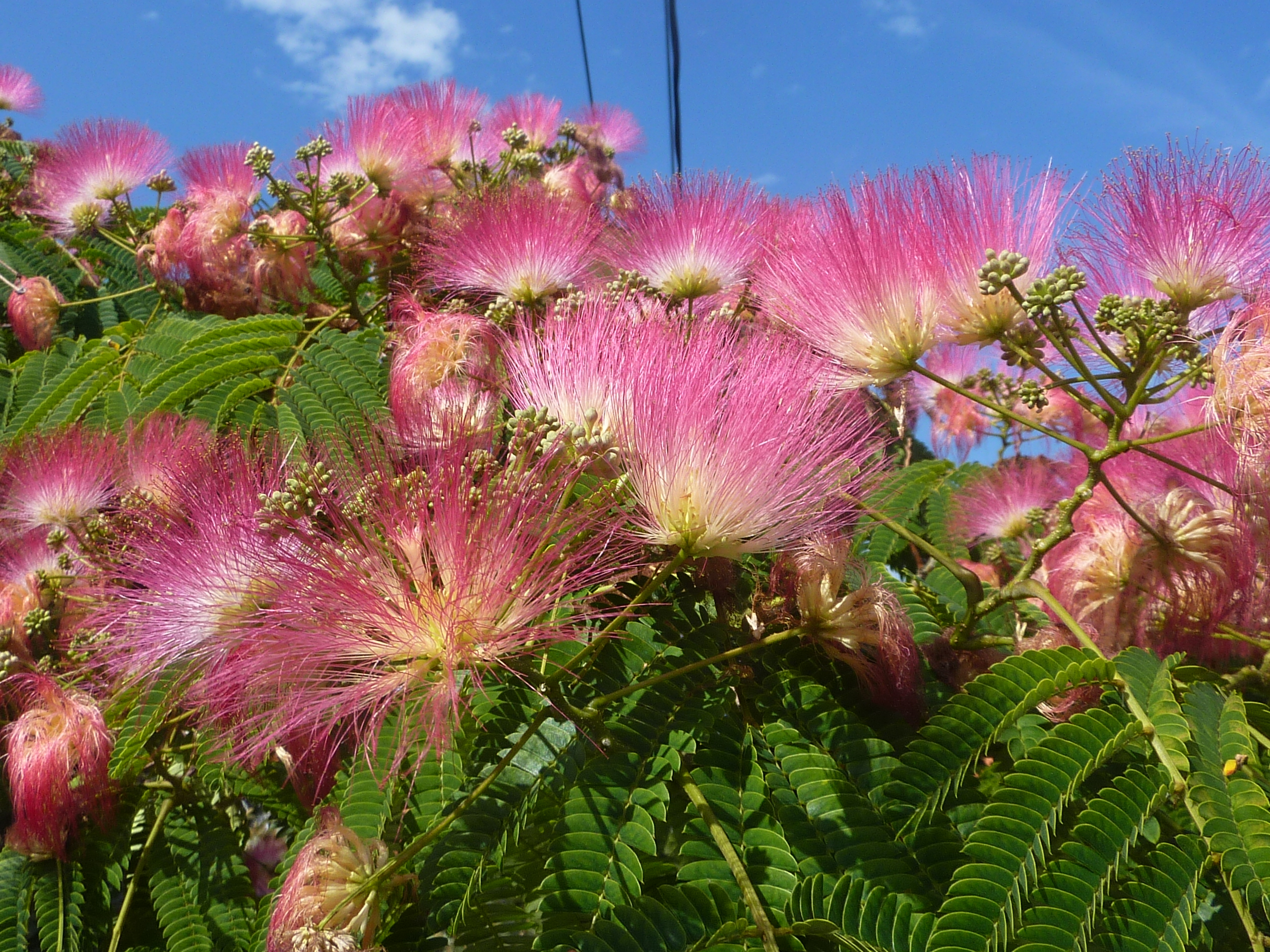
Fiori

È un piccolo albero di 5-12 metri di altezza a foglie decidue. La corteccia è di colore grigio chiaro con sfumature verdastre e presenta strisce scure in verticale con l'avanzare dell'invecchiamento.
Le foglie sono bipennate, lunghe dai 20 ai 45 cm e larghe dai 12 ai 25 cm. I segmenti fogliari opposti, lunghi 6–10 mm, sono caratterizzati dalla capacità di chiudersi a libro di notte oppure in caso di pioggia, o comunque sempre in risposta al mancato o parziale irraggiamento da parte di una fonte luminosa di opportuna intensità.
I fiori vengono prodotti durante tutta la stagione estiva, hanno calice e corolla di ridottissime dimensioni e sono portati in infiorescenze. Chiamato anche impropriamente albero della seta, deve il suo nome alla presenza di numerosi stami serici, color bianco crema, che variano dal rosa chiaro allo scuro.
Il frutto è un baccello verde di circa 10–20 cm di lunghezza che con la maturazione assume una colorazione giallo-marrone.

## Biologia

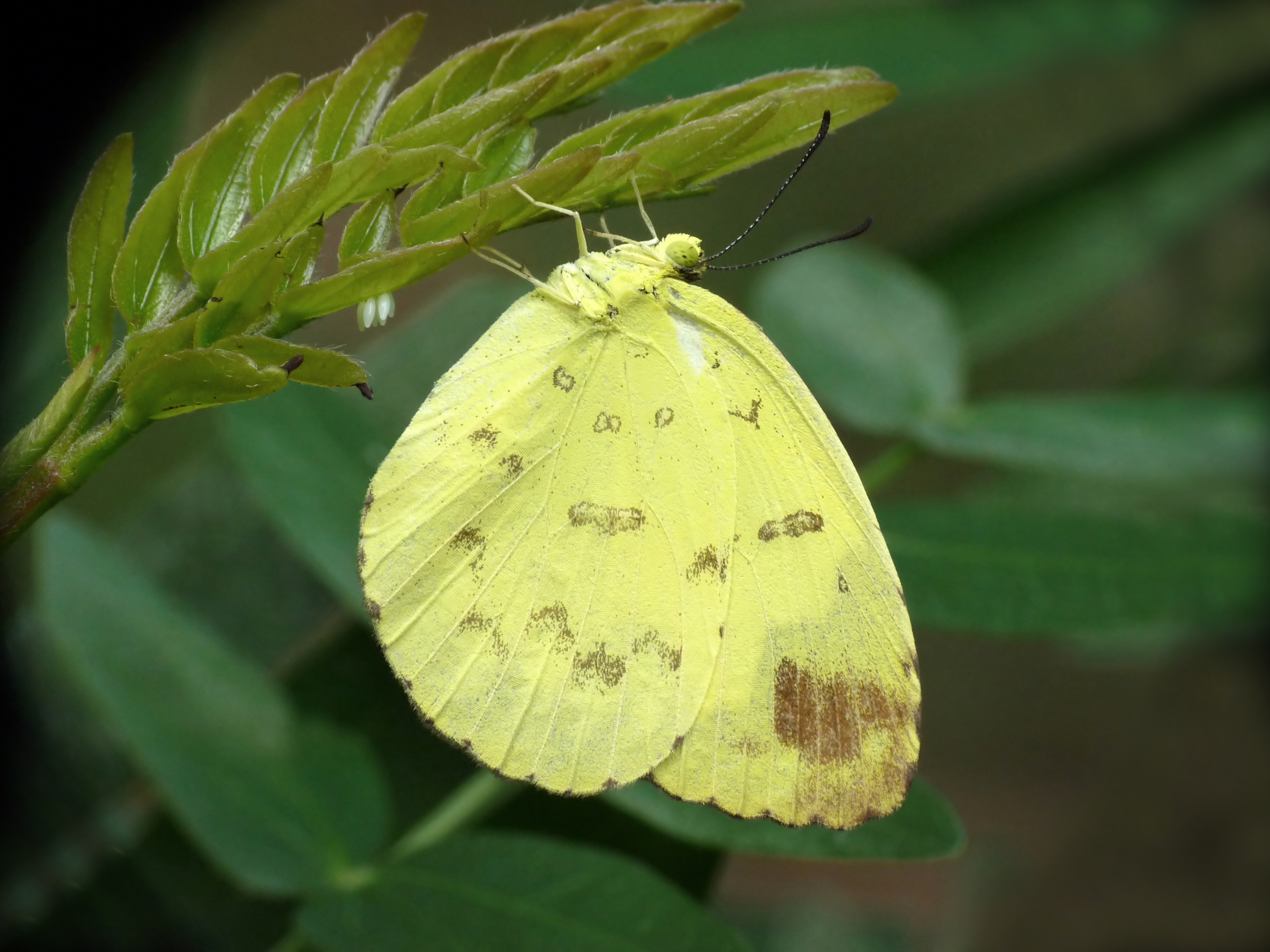
Esemplare di Eurema blanda che depone le proprie uova su una Albizia julibrissin.

I semi e le foglie della pianta contengono diversi alcaloidi che - se ingeriti - possono provocare gravi effetti neurotossici a persone e animali.
Si è osservato che le infiorescenze di A. julibrissin sono una buona fonte di nettare per le api, diverse specie di farfalle e alcune specie di colibrì.

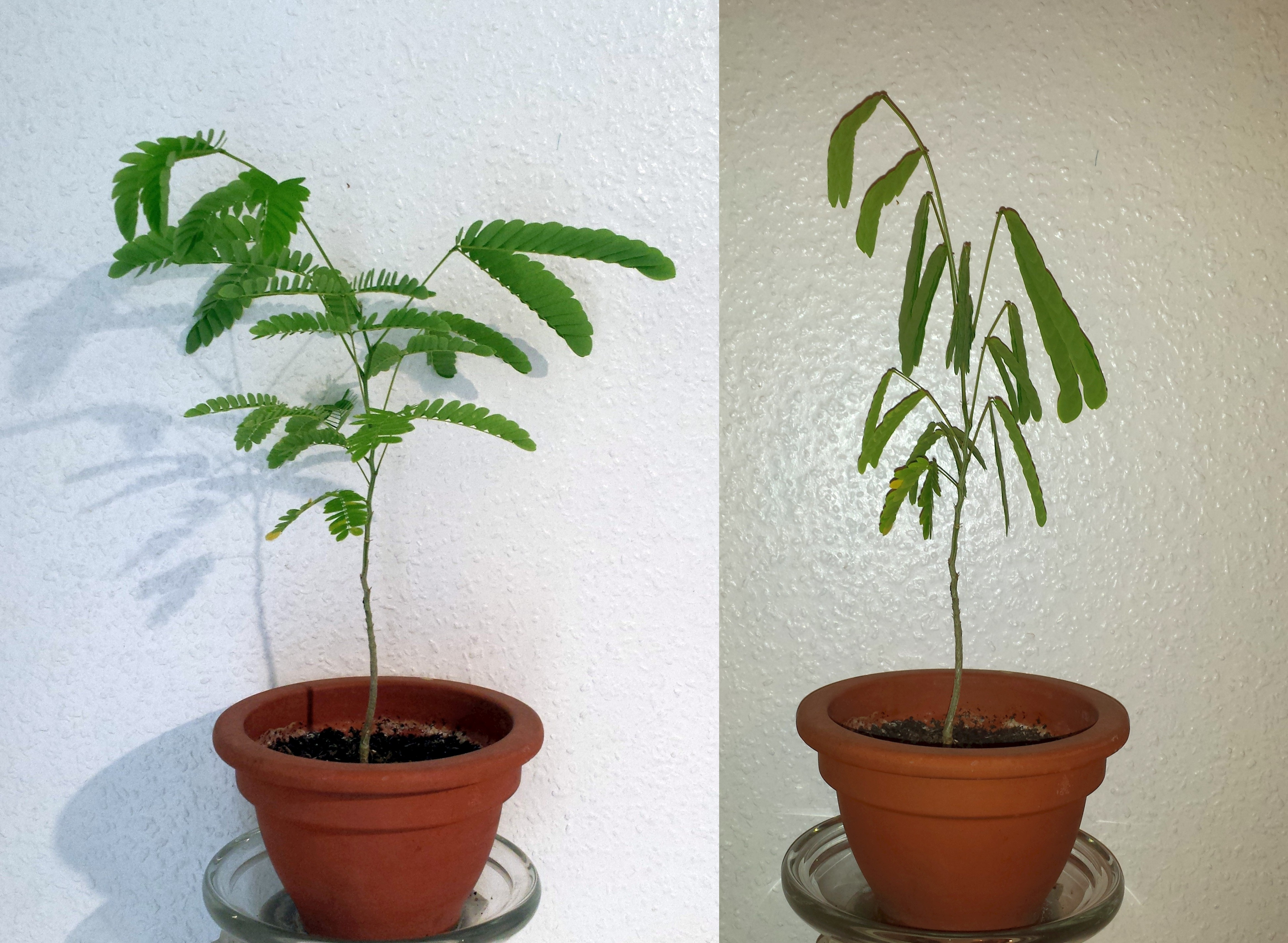
Foglie aperte (di giorno) e chiuse (di notte) della medesima pianta di Albizia julibrissin. È questa una delle caratteristiche più singolari di questa pianta.

## Distribuzione e habitat
L'areale di questa specie si estende dalla Transcaucasia e dall'Iran, attraverso il subcontinente indiano, sino alla Cina, alla Corea e al Giappone.

## Usi
Albizia julibrissin è piantata come arbusto ornamentale in parchi e giardini, nota per l'aspetto setoso dei suoi fiori e per l'ombrello di foglie orizzontali che sviluppa, oltre che per la crescita veloce e la bassa richiesta d'acqua che consente di mettere a dimora la pianta anche in luoghi dal clima contraddistinto da estati torride. È piantata con successo anche in California, in Texas ed in Oklahoma. Sebbene queste piante sappiano sopravvivere in condizioni di quasi mancanza d'acqua, la loro crescita rallenta e le piante tendono ad apparire malate.
La chioma degli alberi pienamente cresciuti fornisce una zona d'ombra piacevole.

## Varietà
Ne esistono due varietà:
- A. julibrissin var. julibrissin. La varietà tipica, descritta sopra.
- A. julibrissin var. mollis. I germogli presentano una peluria più fitta.

I fiori della varietà tipica vanno dal bianco al rosso sfumato, ma vi sono anche varietà color crema e giallo paglierino.
La varietà Summer Chocolate ha delle foglie rosso scuro con fiori rosa pallido.
La cultivar Ernest Wilson (nota anche come E.H.Wilson o Rosea) ha i fiori di color rosa ancora più scuro. In Giappone è utilizzato talvolta come bonsai non tradizionale.

## Galleria d'immagini

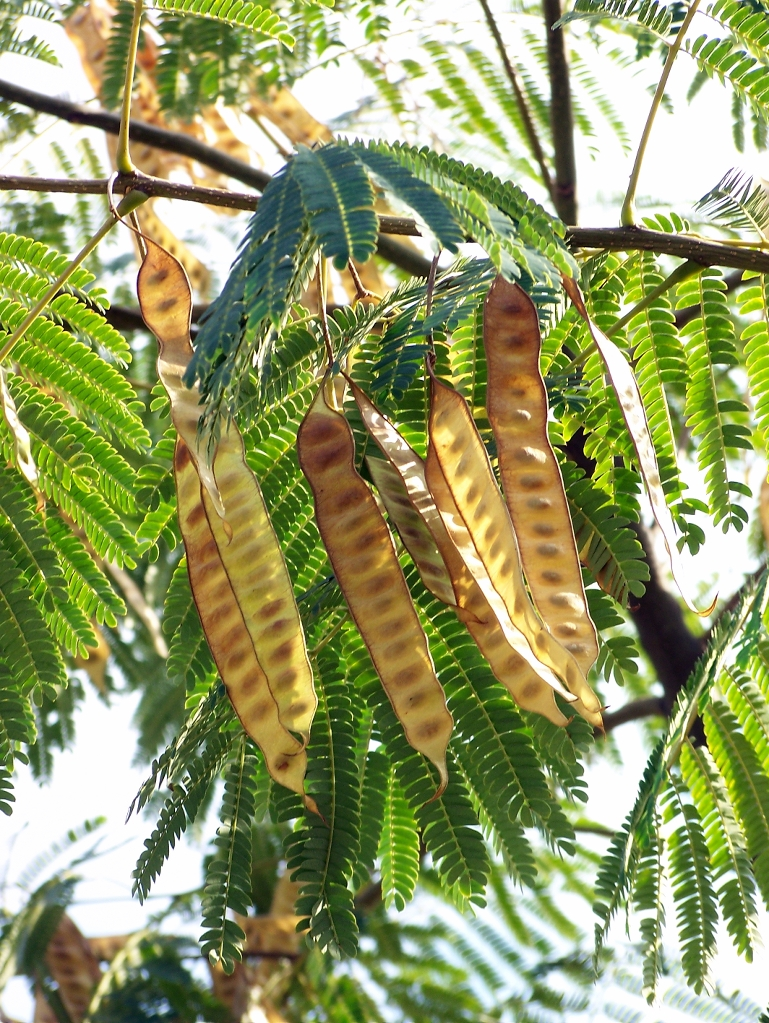
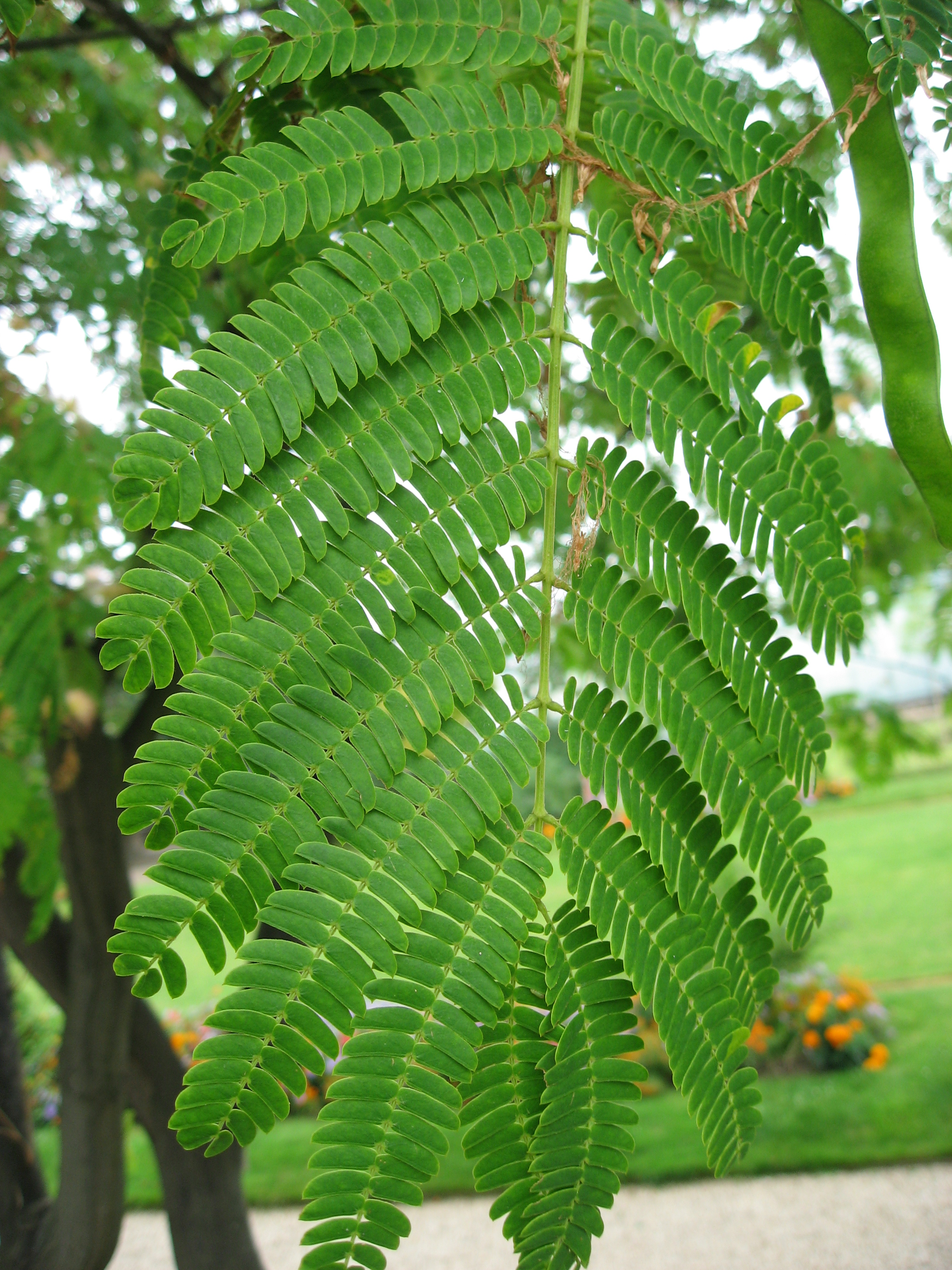
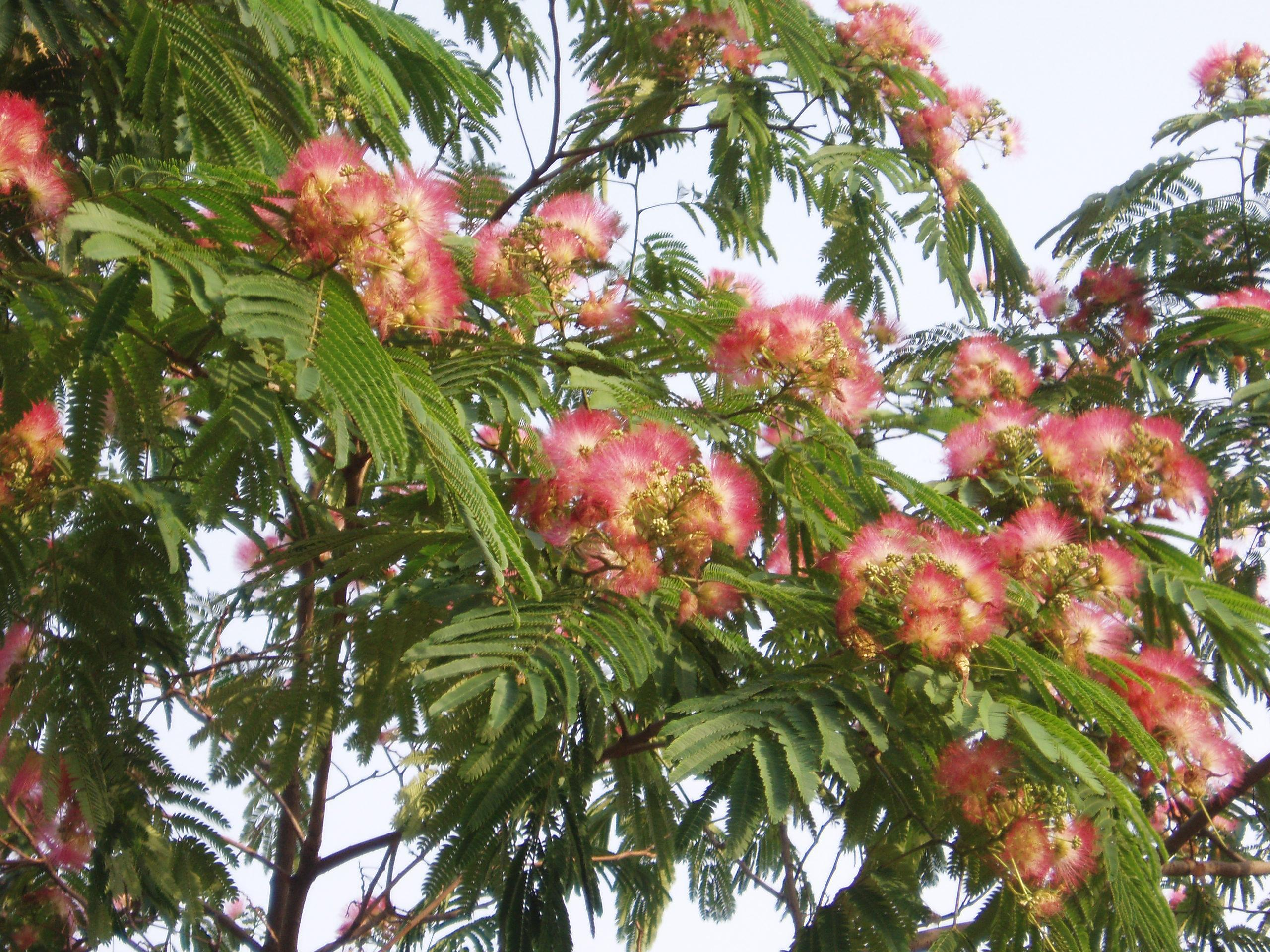
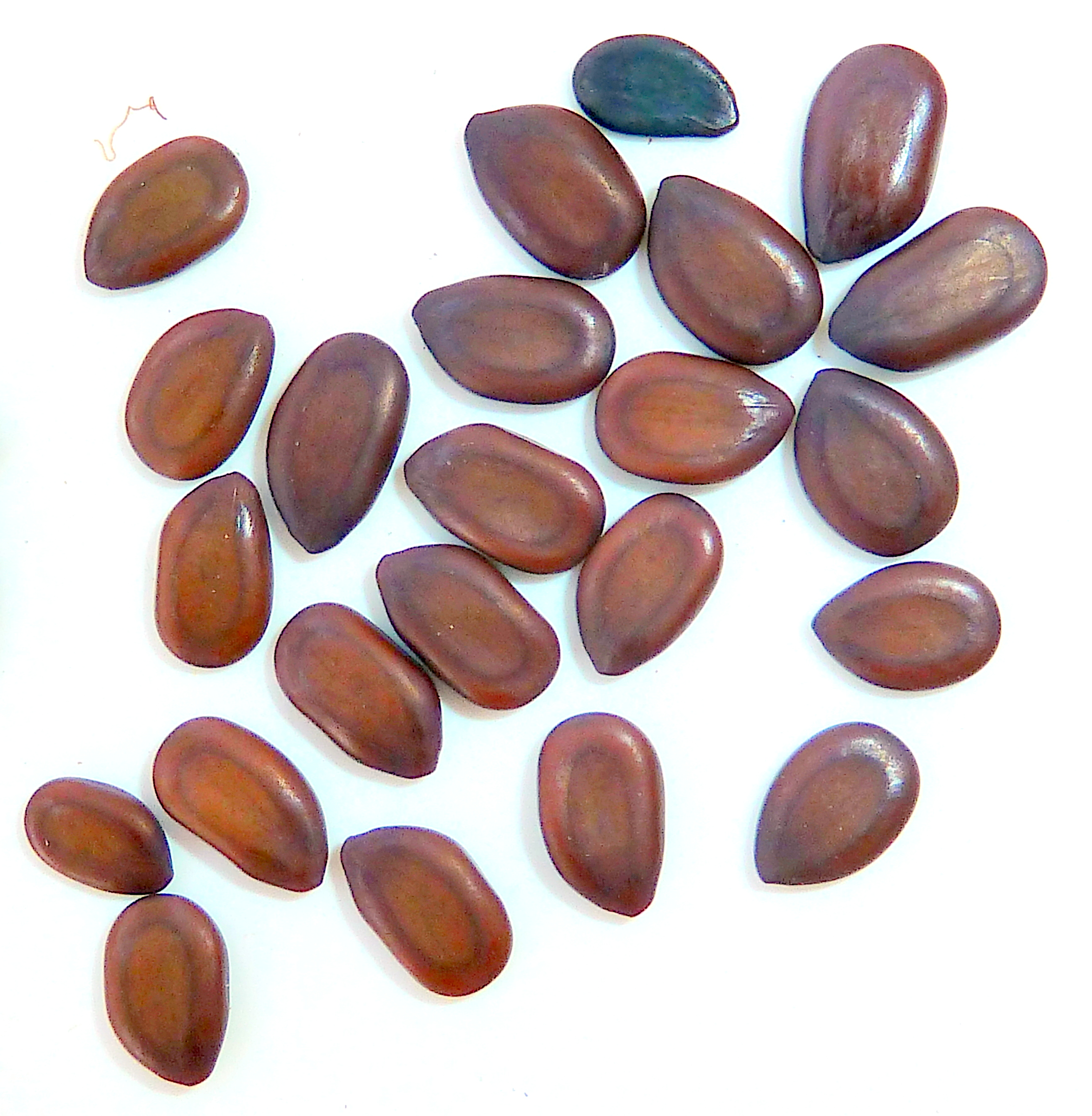
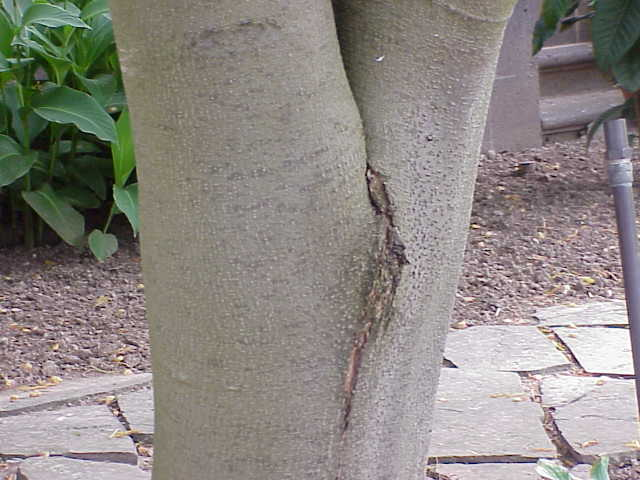
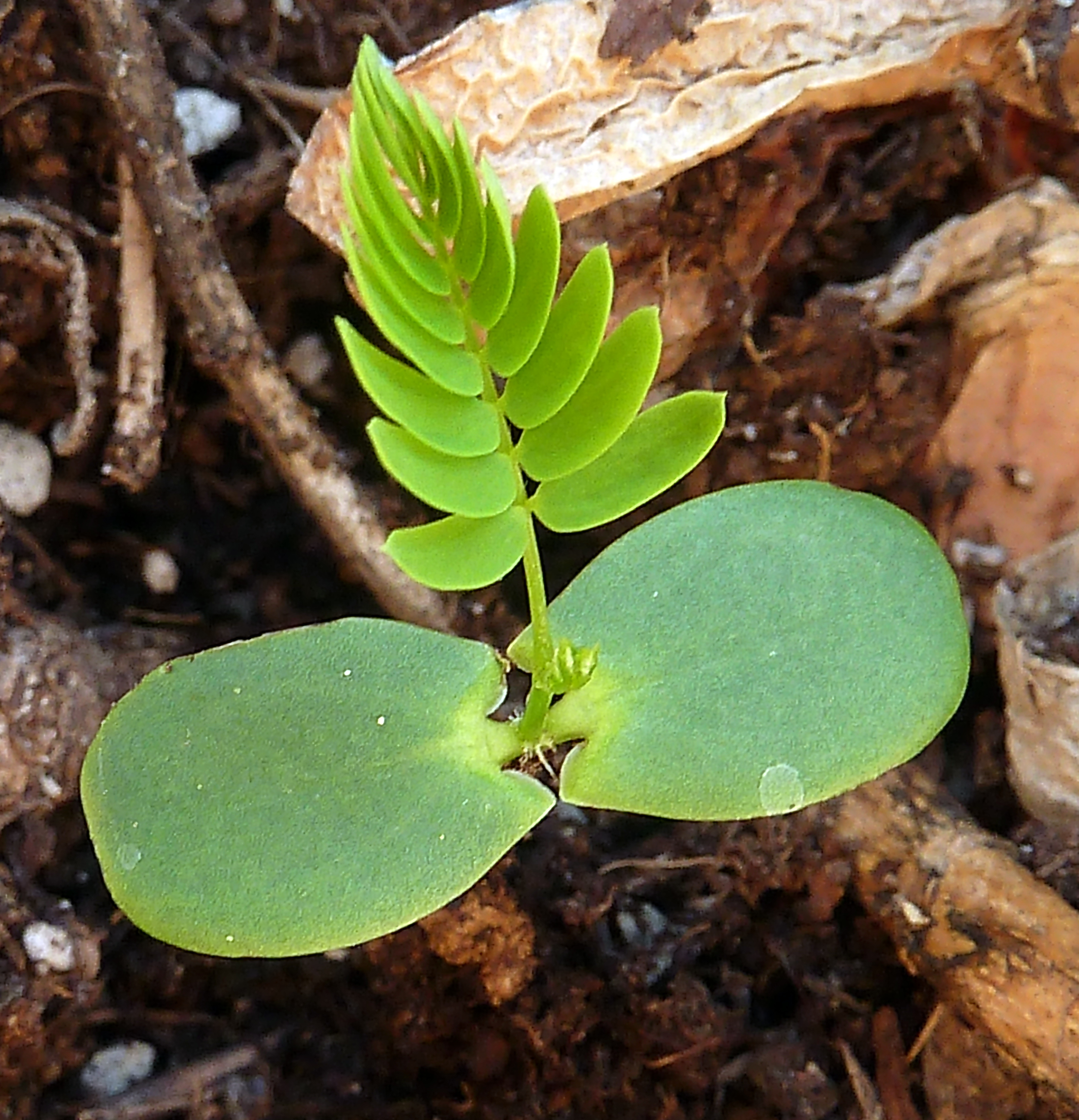